# Up for Murder
Up for Murder è un film del 1931 sceneggiato e diretto da Monta Bell.

## Produzione
Il film fu prodotto dalla Universal Pictures.

## Distribuzione
Distribuito dalla Universal Pictures, il film - presentato da Carl Laemmle - uscì nelle sale cinematografiche degli Stati Uniti il 27 maggio 1931. Prima della distribuzione, il titolo venne cambiato da Fires of Youth in Up for Murder.